# Cyberathlete Amateur League
Pour les articles homonymes, voir CAL.
La Cyberathlete Amateur League (ou plus simplement CAL) est une ligue en ligne de sports électroniques gérée par la CPL qui permet aux joueurs de se mesurer les uns aux autres, dans une multitude de jeux multijoueurs, surtout les jeux de tir à la première personne. Même si la CAL est une organisation basée aux États-Unis, elle se développe mondialement et lance des compétitions tournées vers la scène européenne.

## Histoire
La CAL a été créée par Angel Munoz et Frank Nuccio en mai 2001. La ligue a été lancée avec une seule division : Counter-Strike. Le 13 mars 2008, la CPL cesse toutes activités emportant avec elle la CAL.

## Structure
La structure de la CAL repose sur différents jeux prévu pour la compétition. Le jeu le plus populaire de la CAL est de loin Counter-Strike, suivi par America's Army, Day of Defeat, Call of Duty 2, Battlefield 2, etWarcraft III.

## CAL et CPL
Comme précisé plus tôt, la CAL est la division libre et amateure de la Ligue professionnelle des cyberathlètes. Les compétitions de la CAL servent à repérer les meilleures équipes, à les qualifier pour la CPL et une manière de maintenir des évènements de sport électronique tout au long de l'année.